# Albrecht Ludwig Agathon Wernich
Albrecht Ludwig Agathon Wernich  (* 15. Juli 1843 in Elbing; † 19. Mai 1896 in Berlin) war ein deutscher Mediziner
Wernich war der Sohn des Unternehmers Agathon Wernich. Er studierte Medizin an der Universität Königsberg, unter anderem bei Friedrich Daniel von Recklinghausen, Otto Spiegelberg und Ernst von Leyden, und wurde 1867 promoviert. Danach ging er auf Studienreise nach Prag, München, Leipzig und Berlin, wo er 1868 die Approbation erhielt und Assistenzarzt am Elisabeth-Krankenhaus wurde. Er nahm am Deutsch-Französischen Krieg 1870/71 teil und habilitierte sich in Berlin in Geburtshilfe und Gynäkologie.
Er lehrte an der medizinischen Akademie (Yeddo) in Tokio, wohin er 1874 auf Einladung der japanischen Regierung mit Wilhelm Schultze reiste, und kehrte 1877 zurück. Wieder in Berlin habilitierte er sich für spezielle Pathologie und Therapie. An der Universität hielt er abwechselnd mit August Hirsch die Vorlesung Geschichte, Geographie und Aetiologie der wichtigsten Volkskrankheiten. 1881 wurde er Bezirksphysikus in Berlin. 1884 wurde er Regierungs- und Medizinalrat in Köslin und war ab 1891 in gleicher Funktion am Polizeipräsidium in Berlin. Er starb an den Folgen von Diabetes.
Wernich stand in der Übergangsphase der historisch-geographischen Pathologie, für die August Hirsch stand, zur modernen Bakteriologie. Zum Beispiel veröffentlichte er 1880 eine Untersuchung über Krankheitsgifte, in der er den menschlichen Körper als Nährsubstanz für Mikroorganismen untersuchte.
Er war Herausgeber der Vierteljahresschrift für gerichtliche Medizin. Außerdem war er Redakteur (Buchstabe F) im sechsbändigen Biographischen Lexikon der hervorragenden Ärzte aller Völker und Zeiten von August Hirsch und Ernst Julius Gurlt. Außerdem war er Autor in der Real-Encyclopädie der gesammten Heilkunde.

## Schriften
- Einige Versuchsreihen über das Mutterkorn, Berlin 1874
- Geographisch-medicinische Studien nach den Erlebnissen einer Reise um die Erde, Berlin 1878
- Klinische Untersuchungen über die japanische Varietät der Beriberi-Krankheit, Berlin 1878 (und in Virchows Archiv)
- Die Wirkung der organisirten Krankheitsgifte, Berlin: Reimer 1880
- Die Medicin der Gegenwart, Berlin 1881
- Desinfectionslehre, Wien und Leipzig 1880, 2. Aufl. 1882
- Der Abdominaltyphus, Untersuchungen über sein Wesen, seine Tödtlichkeit und seine Bekämpfung, Berlin 1882
- Generalbericht über das Sanitäts- und Medicinalwesen Berlins, Berlin 1883
- Generalbericht über das Sanitäts- und Medicinalwesen des Regierungsbezirks Köslin, Kolberg 1887
- Lehrbuch für Heildiener, 1884; 2. Aufl. 1887
- Zusammenstellung der giltigen Medicinalgesetze Preußens, Berlin 1887
- Beiträge zu Albert Eulenburgs Real-Encyclopädie der gesammten Heilkunde. Erste Auflage.
  - Band 2 (1880) (Digitalisat), S. 125–138: Beriberi
  - Band 3 (1880) (Digitalisat), S. 359–361: Colique sèche
  - Band 4 (1880) (Digitalisat), S. 44–45: Dengue; S. 569–580: Endemische und epidemische Krankheiten
  - Band 5 (1881) (Digitalisat), S. 281–286: Filaria
  - Band 6 (1881) (Digitalisat), S. 4–17: Geographische Pathologie; S. 17–18: Geophagie; S. 579–582: Homöopathie
  - Band 10 (1882) (Digitalisat), S. 505–515: Pest
  - Band 11 (1882) (Digitalisat), S. 265–274: Quarantänen
  - Band 12 (1882) (Digitalisat), S. 143–149: Schiffshygiene; S. 156–157: Schlafsucht; S. 448–450: Seekrankheit
  - Band 14 (1883) (Digitalisat), S. 10–28: Tropenklima
  - Band 15 (1883) (Digitalisat), S. 22–24: Yaws; S. 169–175 (Nachträge): Desinfectionsverfahren; S. 176–178 (Nachträge): Einbalsamierung; S. 247 (Nachträge): Sartenkrankheit